# Bobsleigh aux Jeux olympiques de 2026
Navigation
Pékin 2022 Alpes françaises 2030
Les épreuves de bobsleigh aux Jeux olympiques d'hiver de 2026 se déroulent du 15 au 22 février 2026 sur la Piste olympique Eugenio-Monti à Cortina d'Ampezzo, en Italie. 

## Qualifications
Un maximum de 170 places (114 hommes et 56 femmes) sont disponibles pour les athlètes pour participer aux Jeux avec deux épreuves par genre. Par rapport aux précédents jeux, il y a eu un transfert de 10 quotas hommes vers les quotas femmes.
La qualification est basée sur le classement mondial de la saison 2025/2026 jusqu'au 18 janvier 2026. Les points sont calculés lors des épreuves des Coupes du monde, d'Europe, d'Amérique du Nord et d'Asie.
Le pays hôte est assuré de participer à chaque épreuve. Ensuite, il y a certaines restrictions pour limiter le nombre d'athlètes par comité olympiques 
- Femmes - monbob : 2 CNO avec 3 pilotes, 4 CNO avec 2 pilotes, 11 CNO avec 1 équipage
- Femmes - bob à deux : 3 CNO avec 3 équipages, 5 CNO avec 2 équipages, 6 CNO avec 1 équipage
- Hommes - bob à deux et à quatre : 2 CNO avec 3 équipages, 7 CNO avec 2 équipages, 8 CNO avec 1 équipage

L'ISBF publie sa liste des places attribuées par comités nationaux, y compris la liste des CNO à prendre en considération pour la réattribution. 
| Quota | Hommes  | Hommes     | Hommes  | Hommes     | Femmes  | Femmes     | Femmes  | Femmes     |
| Quota | Bob à 2 | Bob à 2    | Bob à 4 | Bob à 4    | Monobob | Monobob    | Bob à 2 | Bob à 2    |
| Quota | CNO     | Délégation | CNO     | Délégation | CNO     | Délégation | CNO     | Délégation |
| ----- | ------- | ---------- | ------- | ---------- | ------- | ---------- | ------- | ---------- |
| 3     | 2       |            | 2       |            | 2       |            | 3       |            |
| 2     | 7       |            | 7       |            | 4       |            | 5       |            |
| 1     | 8       |            | 8       |            | 11      |            | 6       |            |

## Calendrier
| Épreuves | Épreuves     | Jour de compétition (Février 2022) | Jour de compétition (Février 2022) | Jour de compétition (Février 2022) | Jour de compétition (Février 2022) | Jour de compétition (Février 2022) | Jour de compétition (Février 2022) | Jour de compétition (Février 2022) | Jour de compétition (Février 2022) |
| Épreuves | Épreuves     | 15                                 | 16                                 | 17                                 | 18                                 | 19                                 | 20                                 | 21                                 | 22                                 |
| Hommes   | Bob à deux   |                                    | H1 & H2                            | H3 & H4                            |                                    |                                    |                                    |                                    |                                    |
| Hommes   | Bob à quatre |                                    |                                    |                                    |                                    |                                    |                                    | H1 & H2                            | H3 & H4                            |
| Femmes   | MonoBob      | H1 & H2                            | H3 & H4                            |                                    |                                    |                                    |                                    |                                    |                                    |
| Femmes   | Bob à deux   |                                    |                                    |                                    |                                    |                                    | H1 & H2                            | H3 & H4                            |                                    |

## Résultats
| Épreuves                                | Or | Or | Argent | Argent | Bronze | Bronze |
| --------------------------------------- | -- | -- | ------ | ------ | ------ | ------ |
| Bob à deux hommes résultats détaillés   |    |    |        |        |        |        |
| Bob à quatre hommes résultats détaillés |    |    |        |        |        |        |
| Monobob femmes résultats détaillés      |    |    |        |        |        |        |
| Bob à deux femmes résultats détaillés   |    |    |        |        |        |        |

## Tableau des médailles
- Pays organisateur ( Italie)

| Rang | Pays | Médaille d'or, Jeux olympiques | Médaille d'argent, Jeux olympiques | Médaille de bronze, Jeux olympiques | Total |